# Waziani (Dolna Kartlia)
Waziani (gruz. ვაზიანი) – wieś w Gruzji, w regionie Dolna Kartlia, w gminie Gardabani. W 2014 roku liczyła 3686 mieszkańców.